# Метрополитен Валенсии (Венесуэла)
Метрополитен Валенсии находится в венесуэльском городе Валенсии.

## История
Открыт 18 ноября 2006 года. Стал вторым в стране после метрополитена Каракаса. Работает одна линия, время работы метро 6:00—22:00. Проезд стоит 500 боливаров.

## Линии
- Первая линия (синяя) — полностью подземная, строящаяся. По состоянию на 2 августа 2018 года, длина действующего участка (включая депо) 7,94 км, 9 действующих станций, 4 строящихся станции различной степени готовности[1], платформы по 122 метра[2].
- Планируется продление первой линии и вторая линия (розовая) — с 12 станциями.

Шаблон:Метрополитен Валенсии

## Станции
Метрополитен Валенсии включает в себя несколько станций, которые обеспечивают удобный доступ к различным частям города. Станции оснащены современными удобствами для пассажиров, включая эскалаторы, лифты и информационные панели.

## Будущее
Планируется расширение сети метрополитена Валенсии, включая новые линии и станции для улучшения транспортной инфраструктуры и увеличения пропускной способности.